# 王文杰 (1965年)
王文杰（1965年5月—），男，河北青县人，生于辽宁抚顺，中国伊斯兰教人物，现任广东省伊斯兰教协会会长，中国伊斯兰教协会副会长，第十三届全国政协委员。